# Domenico Berardi
Domenico Berardi (* 1. August 1994 in Cariati) ist ein italienischer Fußballspieler. Der Flügelspieler steht in Diensten der US Sassuolo Calcio und ist Nationalspieler.

## Karriere

### Verein

#### Anfänge
Der aus dem süditalienischen Kalabrien stammende Domenico Berardi begann seine Karriere bei Cosenza Calcio. Im Jahr 2010 besuchte er seinen Bruder, der in Modena studierte. Beim Fußballspiel mit Freunden wurde einer der Mitspieler auf sein Talent aufmerksam und ermöglichte ihm über einen Bekannten ein Probetraining bei der US Sassuolo Calcio, die den 16-Jährigen sogleich verpflichtete.

#### Profi bei Sassuolo Calcio
Ab 2012 spielte Berardi im Profikader des Vereins und war Bestandteil der Mannschaft, die 2012/13 unter Eusebio Di Francesco Serie-B-Meister wurde und damit erstmals in der Vereinsgeschichte in die Serie A aufstieg. Der 18-jährige Berardi absolvierte dabei 37 Spiele, in denen er elf Tore erzielte.
Durch seine gute Saison bei Sassuolo wurden die italienischen Topvereine auf Berardi aufmerksam. Am 2. September 2013 wurde er für neun Millionen Euro von Juventus Turin verpflichtet. Allerdings wurden 50 % der Transferrechte für 4,5 Millionen Euro für fünf Jahre an Sassuolo abgegeben; Berardi spielt die Saison 2013/14 auf Leihbasis bei Sassuolo zu Ende. Im Gegenzug wurden für 4,5 Millionen Euro 50 % der Transferrechte an Luca Marrone für zwei Jahre an Sassuolo abgegeben.
Am 25. September 2013 gab Domenico Berardi beim 1:1 gegen die SSC Neapel sein Serie-A-Debüt. Wenig später, am 6. Oktober, erzielte er bei der 1:3-Niederlage gegen den FC Parma per Elfmeter sein erstes Tor in der Serie A. Am 3. November 2013 traf Berardi beim 4:3-Auswärtssieg bei Sampdoria Genua dreimal und sicherte dem emilianischen Verein damit den ersten Sieg überhaupt in Italiens höchster Spielklasse. Am 12. Januar 2014 (19. Spieltag) erzielte Berardi beim Heimspiel gegen den AC Mailand alle vier Tore zum 4:3-Sieg. Damit wurde der Stürmer nach Silvio Piola der zweitjüngste Spieler in der seit 1929 ausgetragenen Serie A, der vier Treffer in einem Spiel erzielte und gleichzeitig der erste Spieler, der in einer Partie gegen den AC Mailand vier Treffer erzielte.
Im Juli 2014 wurde die Leihe für die Saison 2014/15 verlängert. Berardi spielte die Saison ähnlich stark und erzielte in 32 Ligaeinsätzen 15 Tore. Zur Saison 2015/16 wurde die Teilhabe für 10 Mio. Euro zu Gunsten von Sassuolo Calcio aufgelöst, da das Teilhabemodell der italienischen Ligen abgeschafft wurde. In derselben Saison erreichte Berardi mit Sassuolo über die Qualifikationsrunde, in der er fünf Tore erzielte, die Teilnahme an der UEFA Europa League. In der Europa-League-Saison schied der Verein später in der Gruppenrunde aus.
Zur Saison 2017/18 verließ Berardis früherer Förderer Eusebio Di Francesco den Verein in Richtung AS Rom. Unter den Nachfolgern blieb Berardi Stammspieler und erzielte in der Saison 2019/20 erstmals seit der Spielzeit 2014/15 wieder eine zweistellige Trefferzahl (14 Tore). In der Folgesaison erreichte er mit 17 Toren eine neue persönliche Bestmarke in einer Ligasaison. Aktuell (Saisonende 2020/21) ist Berardi Mannschaftskapitän bei Sassuolo.

### Nationalmannschaft
Von 2012 bis 2013 bestritt Berardi für die U19-Nationalmannschaft Italiens drei Spiele und erzielte einen Treffer. Ab 2014 war er regelmäßig Bestandteil der U21-Auswahl.
Im Oktober 2015 wurde er von Antonio Conte für die EM-Qualifikationsspiele der italienischen Nationalmannschaft gegen Aserbaidschan und Norwegen nominiert, blieb jedoch ohne Einsatz. Sein Debüt in der A-Nationalmannschaft gab er am 31. Mai 2017 beim 8:0-Sieg im Freundschaftsspiel gegen San Marino.
Bei der siegreichen Europameisterschaft 2021 stand er im italienischen Kader und traf im Finale beim Elfmeterschießen als erster Schütze gegen den englischen Torwart Jordan Pickford. Im Turnierverlauf kam er auf sechs von sieben Einsätze.

## Erfolge
Vereinsmannschaft
- Italienischer Zweitligameister: 2012/13, 2024/25

Nationalmannschaft
- Europameister: 2021

Individuelle Auszeichnungen
- Fußballer des Jahres der Serie B: 2013
- Trofeo Bravo: 2015
- Verdienstorden der Italienischen Republik (Ritter) – für den Gewinn der Europameisterschaft 2021[13]